# 芳賀俊
芳賀 俊（はが たかし、1988年 - ）は、日本の映画監督。宮城県仙台市出身。

## 来歴・人物
2007年、宮城県仙台第三高等学校卒業。高校時代は放送部に入って短編映画を作っていた。2011年、日本大学芸術学部映画学科卒業。
『舞妓はレディ』(2014)で撮影助手としてデビューした。『少女』(2016)、『モリのいる場所』(2018)等に撮影助手として参加した。『空(カラ)の味』(2016)では撮影監督をつとめた。本作品は田辺・弁慶映画祭2016で弁慶グランプリ、映検審査員賞、市民賞および女優賞を受賞した。初監督作品は『おろかもの』（2018）。共同監督の鈴木祥、脚本の沼田真隆、そして出演した村田唯は日本大学芸術学部映画学科の同期生である。芳賀と沼田は撮影コース、鈴木は監督コース、村田は演技コースを専攻していた。
本作品は田辺・弁慶映画祭2019で弁慶グランプリ、観客賞、キネマイスター賞、出演した笠松七海・村田唯の2名が俳優賞を受賞した。SKIPシティ国際Dシネマ映画祭2019国内コンペティション長編部門で観客賞を受賞した。

## 監督作品
- おろかもの（2018年）